# Witalij Lutkewycz
Witalij Wiktorowycz Lutkewycz (ukr. Віталій Вікторович Люткевич; ur. 4 kwietnia 1980 w Kijowie) – ukraiński hokeista, reprezentant Ukrainy.

## Kariera
- Dinamo 2 Moskwa (1998-1999)
- Awangard Omsk (1999-2000)
- Nieftiechimik Niżniekamsk (2000-2001)
- Sibir Nowosybirsk (2001-2002)
- Dinamo Moskwa 2 (2002-2003)
- Olimpija Kirowo-Czepieck (2003-2004)
- THK Twer (2004-2005)
- HK MWD Bałaszycha (2004-2005)
- Nieftianik Leninogorsk (2004-2005)
- HK Kieramin Mińsk (2005-2008)
- Sokił Kijów (2008-2009)
- Dynama Mińsk (2009)
- HK Szachcior Soligorsk (2009-2011)
- Donbas Donieck (2011-2012)
- Donbas Donieck 2 (2012-2013)
- Mołot-Prikamje Perm (2013-2015)
- Sputnik Niżny Tagił (2015-2016)

Wychowanek klubu Sokiłu Kijów. Od czerwca 2011 zawodnik Donbasu Donieck. Od 2013 zawodnik klubu Mołot-Prikamje Perm. W czerwcu 2014 przedłużył umowę. W sezonie 2014/2015 był kapitanem drużyny. Od maja 2015 zawodnik Sputnika Niżny Tagił.
Uczestniczył w turniejach mistrzostw świata w 2005, 2007 (Elita), 2008, 2009, 2011, 2012, 2013 (Dywizja I).

## Sukcesy
Reprezentacyjne
- Awans do MŚ Dywizji I Grupy A: 2013

Klubowe
- Mistrzostwo Wysszaja Liga: 2002 z Sibirem Nowosybirsk
- Złoty medal mistrzostw Białorusi: 2008 z Kieraminem Mińsk
- Srebrny medal mistrzostw Białorusi: 2007 z Kieraminem Mińsk, 2010 z Szachciorem Soligorsk
- Puchar Białorusi: 2008 z Kieraminem Mińsk
- Złoty medal mistrzostw Ukrainy: 2009 z Sokiłem Kijów
- Złoty medal mistrzostw Ukrainy: 2013 z Donbasem Donieck

Indywidualne
- Mistrzostwa Świata w Hokeju na Lodzie 2011/I Dywizja Grupa B:
  - Pierwsze miejsce w klasyfikacji asystentów turnieju: 7 asyst
  - Pierwsze miejsce w klasyfikacji +/- turnieju: +7